# Arnaud Pierre d'Agange
Arnaud Pierre d'Agange ou d'Aganges (Arnaut Peire d'Agange en occitan) est un troubadour.
Sa biographie n’est pas connue, mais certains auteurs supposent, du fait de son nom, qu'il serait né à Ganges dans l'Hérault. Il ne reste de ses œuvres qu'une unique chanson de 78 vers : « Qan lo temps brus e la freja sazos ».